# Kazimierz Grabowski (polityk)
Kazimierz Eugeniusz Grabowski (ur. 6 stycznia 1928 w Sanoku, zm. 1 grudnia 2002) – polski urzędnik, polityk, radny i przewodniczący Prezydium Miejskiej Rady Narodowej w Sanoku.

## Życiorys
Kazimierz Eugeniusz Grabowski urodził się 6 stycznia 1928 w Sanoku. Był synem syn Teofila (robotnik sanockiej fabryki wagonów, zm. w czasie walk w 1944) i Albiny z domu Pietrzkiewicz (pochodząca z Długiego, zm. 1954). Miał dwie siostry i dwóch braci. Z rodziną mieszkał przy ul. Lipińskiego.
U kresu II wojny światowej wspierał działania radzieckich partyzantów w rejonie Sanoka. Po nadejściu frontu wschodniego od września 1944 wspomagał działania Milicji Obywatelskiej w akcjach ochronnych oraz wymierzonych tzw. bandom. 21 lutego 1946 wstąpił do ORMO. Od tego czasu do grudnia 1947 w szeregach tej formacji brał udział w tzw. utrwalaniu władzy ludowej, w tym podczas referendum ludowego w 1946 oraz w walkach przeciw UPA i NSZ. Od 1945 należał do Organizacji Młodzieży Towarzystwa Uniwersytetu Robotniczego. W 1947 w Warszawie odbył Centralny Kurs ZMW i OMTUR, po którym został przewodniczącym Komitetu Powiatowego Jedności Młodzieży (był do 1948), funkcjonującym w celu zjednoczenia organizacji młodzieżowych. W tym czasie był też przewodniczącym zarządu powiatowego OMTUR w Sanoku (do 1948). W 1948 wybrany na Kongres Jedności Młodzieży, a po zjednoczeniu i utworzeniu Związku Młodzieży Polskiej 22 lipca 1948 został pierwszym przewodniczącym zarządu powiatowego ZMP w Sanoku. Później pełnił analogiczne stanowisko w Rzeszowie i w Stalowej Woli do 1950. Od 1947 do 1950 był członkiem prezydium MPR Sanok, Brzozów, Stalowa Wola. W 1947 przyjęty na kandydata do PPS. Od 15 grudnia 1948 był członkiem i działaczem PZPR. Po wojnie zdał maturę. Od stycznia 1950 do grudnia 1951 pracował w Zarządzie Wojewódzkim ZMP w Rzeszowie na stanowisku kierownika Wydziału Młodzieży Robotniczej. Następnie w 1951 powołany do czynnej służby w Wojsku Polskim i służył w Wydziale Politycznym 6 Dywizji Piechoty. Służbę wojskową zakończył w kwietniu 1953 w podoficerskim stopniu sierżanta. W późniejszych latach awansowany na starszego sierżanta.
Po odejściu z wojska został zatrudniony w Komitecie Powiatowym PZPR w Sanoku, początkowo jako zastępca kierownika Wydziału Rolnego, od lutego do czerwca 1954 był członkiem egzekutywy KP PZPR, a 5 czerwca 1954 objął posadę sekretarza ds. rolnych KP PZPR, pozostając na stanowisku do 1956. Od lipca 1955 do lipca 1956 kształcił się w Centralnej Szkole Partyjnej PZPR, w tym czasie pełniąc funkcję sekretarza Komitetu Partyjnego. Po ukończeniu szkoły był od 1956 do 1957 zastępcą kierownika Wydziału Rolnego ds. PGR w Komitecie Wojewódzkim PZPR w Rzeszowie. Po zawarciu małżeństwa w 1956 osiadł w Sanoku, gdzie w 1957 został kierownikiem administracyjnym warsztatów PGR. Następnie został powołany na posadę członka zarządu Okręgu Związku Zawodowego Pracowników Rolnych i Leśnych w Rzeszowie (1957-1958). Po rezygnacji z tej pracy w lipcu 1958 został zatrudniony w Prezydium Powiatowej Rady Narodowej w Sanoku. Od 1970 pracował na stanowisku kierownika Wydziału Spraw Wewnętrznych Urzędu Miejskiego w Sanoku (pozostawał na tej posadzie w 1977).
Przez lata był sekretarzem KZ PZPR przy Prezydium PRN w Sanoku, członkiem plenum KP PZPR w Sanoku. Był członkiem komisji rewizyjnej KM PZPR w Sanoku, sekretarzem OOP przy Urzędzie Miejskim w Sanoku. Od 1950 do 1964 był ławnikiem Sądu Wojewódzkiego w Rzeszowie. Od 1958 do 1968 był przewodniczącym Powiatowej Komisji Kontroli Partyjnej. Od 1965 był sekretarzem Społecznego Komitetu ORMO w Sanoku, zasiadał też w Wojewódzkim Sztabie ORMO w Krośnie. Od 1965 był zastępcą przewodniczącego Kolegium do Spraw Wykroczeń, a w listopadzie 1976 przewodniczącym KSW. Był zastępcą przewodniczącego miejskiego zarządu Związku Ochotniczej Straży Pożarnej w Sanoku. Działał też w innych organizacjach społecznych. W 1976 został przewodniczącym Kolegium Karno-Administracyjnego w Sanoku. Od lipca 1977 należał do Związku Bojowników o Wolność i Demokrację. Latem 1979 objął funkcję przewodniczącego komisji historycznej w kole ZBoWiD w Sanoku, a zrezygnował z tej posady w 1981.
Pełnił mandat radnego Miejskiej Rady Narodowej w Sanoku: wybrany w 1961 (został przewodniczącym Komisji Zdrowia i Opieki Społecznej), w 1965, w 1978 (zasiadł w Komisji Przestrzegania Prawa i Porządku Publicznego), w 1965 (zasiadł w Komisji Mandatowej), w 1972 Rady Miejskiego Powiatu Sanockiego . Był członkiem i do 1972 przewodniczącym Miejskiego Komitetu Frontu Jedności Narodu w Sanoku. Wiosną 1971 został przewodniczącym Miejskiej Rady Narodowej (MRN) w Sanoku zastępując Leszka Rychtera.
Jego żoną od 1956 była Helena Grabowska z domu Potoczek (1925-2008), nauczycielka i także działaczka partyjna w Sanoku.  Mieli synów Wiesława i Andrzeja. Kazimierz i Helena Grabowscy zostali pochowani w grobowcu rodzinnym na Cmentarzu Centralnym w Sanoku.

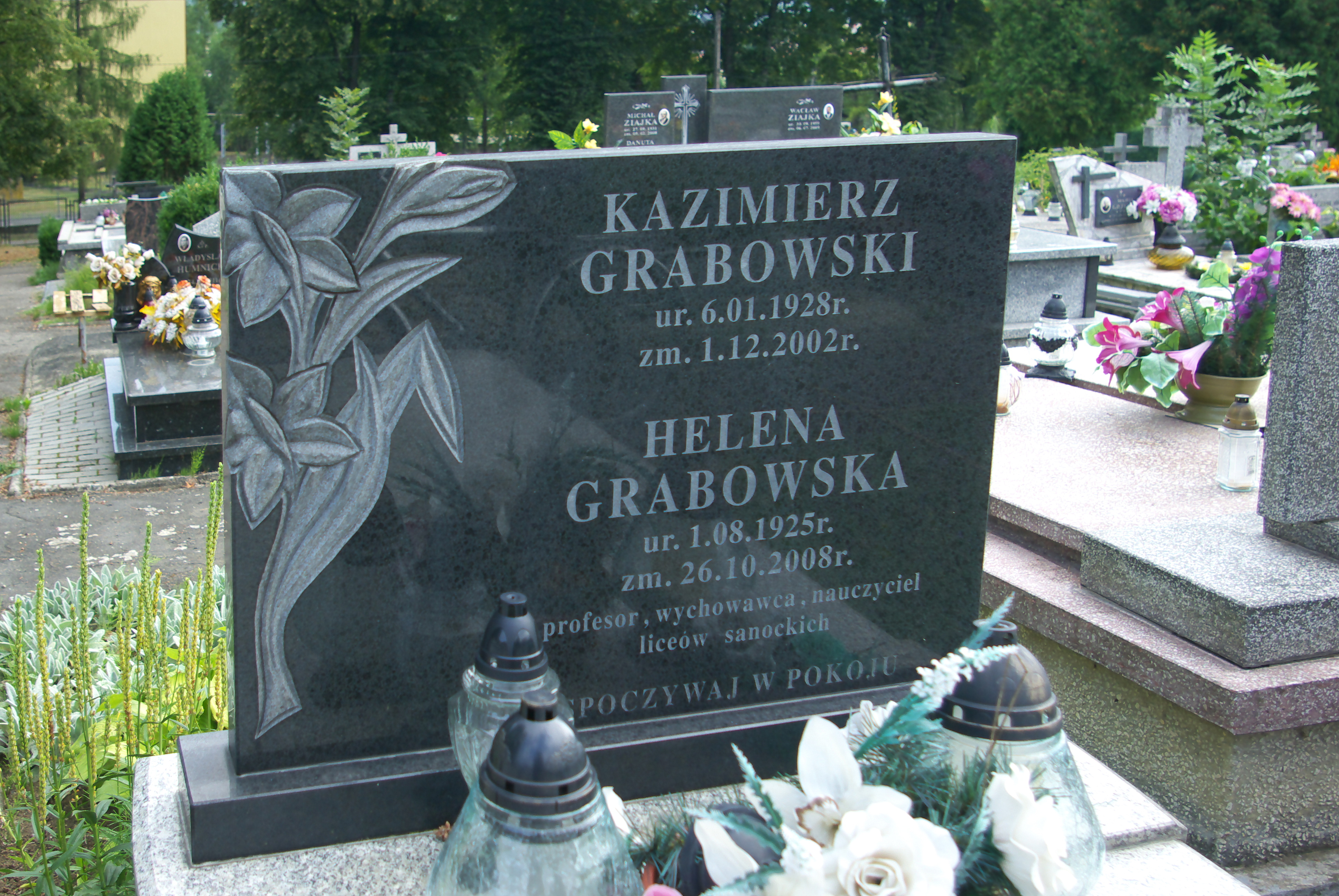
Grobowiec Kazimierza i Heleny Grabowskich

## Odznaczenia
- Złoty Krzyż Zasługi (1976)[31]
- Srebrny Krzyż Zasługi (1972)[31]
- Medal 30-lecia Polski Ludowej (1974)[32]
- Brązowy Medal „Za zasługi dla obronności kraju” (1973)[31]
- Odznaka 1000-lecia Państwa Polskiego (1966)[33]
- Srebrna Odznaka „Za zasługi w ochronie porządku publicznego” (1980)[34][35]
- Brązowa Odznaka „Za zasługi w ochronie porządku publicznego” (1973[31])
- Srebrna Odznaka „W Służbie Narodu” (1979)[34]
- Złote Odznaczenie im. Janka Krasickiego (1978)[34]
- Odznaka honorowa „Zasłużonemu Działaczowi ORMO” (1974)[33]
- Srebrny Medal „Za Zasługi dla Pożarnictwa” (1976)[33]
- Odznaka honorowa „Zasłużony Pracownik Państwowy” (1977)[36][34][37]
- Odznaka Honorowa Polskiego Czerwonego Krzyża IV stopnia (1974)[33]
- Srebrna Odznaka „Zasłużony Działacz LOK” (1976)[33]
- Odznaka „Przyjaciel Dziecka”[38]
- Odznaka „Zasłużony dla Województwa Rzeszowskiego” (1972)[31]
- Odznaka „Zasłużony dla Sanoka” (1978)[39][34]
- Honorowa odznaka „Przyjaciel Harcerstwa” (1979)[34]
- Dyplom uznania za szczególne osiągnięcia (ZBoWiD, 1980)[40].
- inne odznaczenia[41]